# Xã Campbell No. 2A, Quận Greene, Missouri
Xã Campbell số 2A (tiếng Anh: Campbell No. 2A Township) là một xã thuộc quận Greene, tiểu bang Missouri, Hoa Kỳ. Năm 2010, dân số của xã này là 7.023 người.